# 東點 (喬治亞州)
東點（英語：East Point）是一個位於美國喬治亞州富爾頓縣的城市。

## 地理
東點的座標為33°40′34″N 84°27′05″W / 33.67611°N 84.45139°W，而該地的平均海拔高度為320米（即1050英尺）。

## 人口
根據2010年美國人口普查的數據，東點的面積為38.05平方千米，當中陸地面積為38.00平方千米，而水域面積為0.05平方千米。當地共有人口33712人，而人口密度為每平方千米885.99人。